# St. Bonifatius (Ahlstadt)

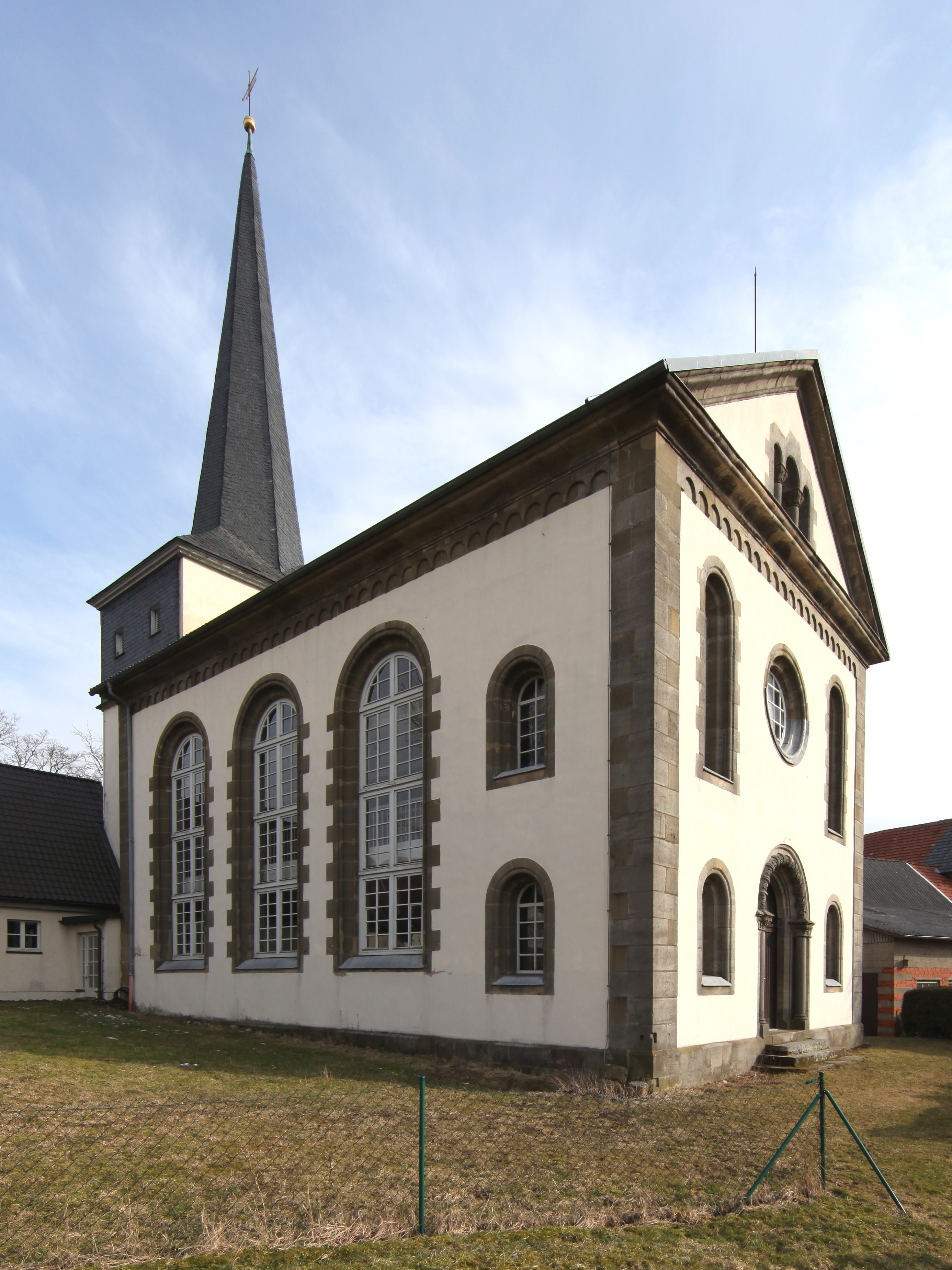
St. Bonifatius in Ahlstadt

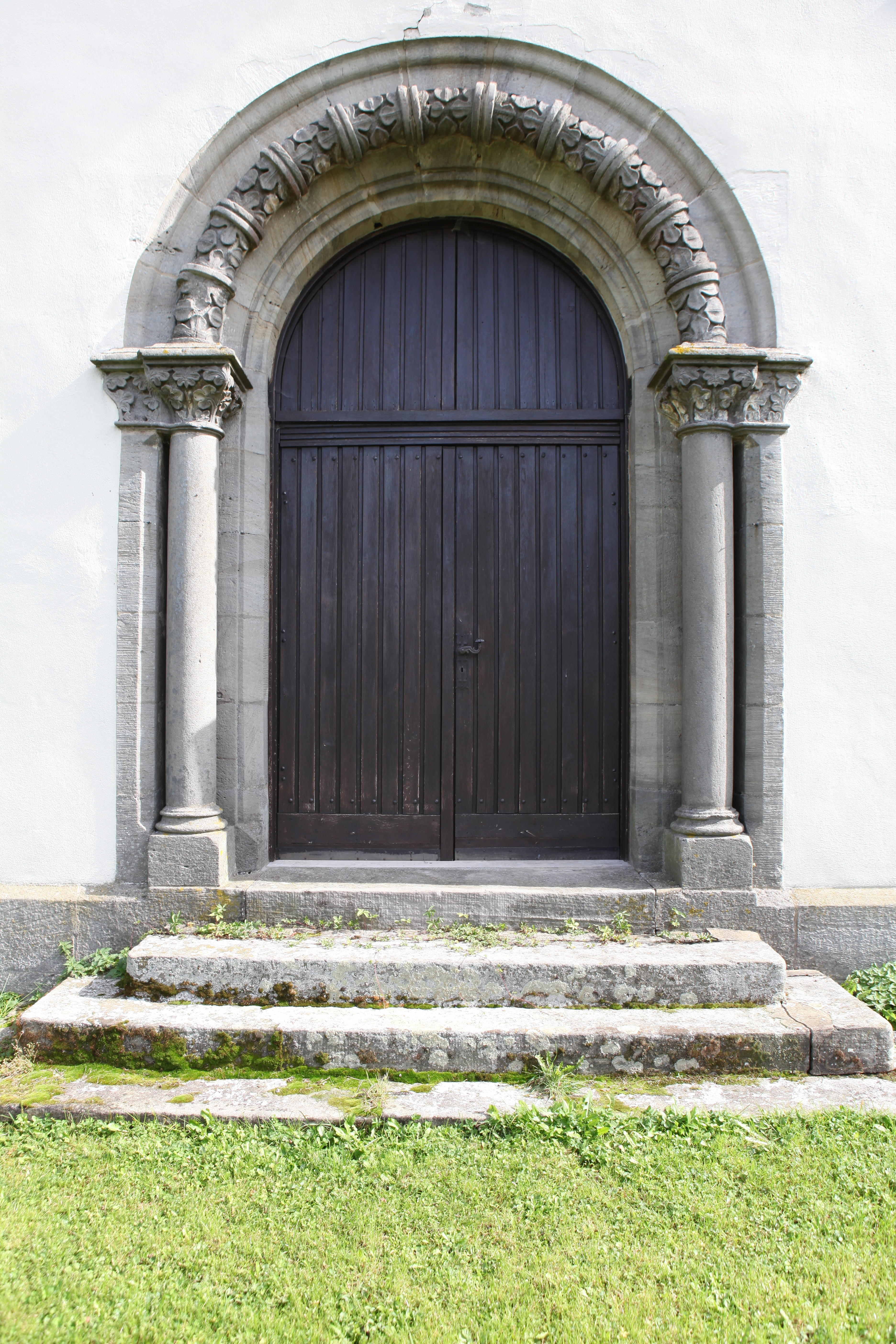
Westliches Kirchenportal

Die evangelisch-lutherische Kirche St. Bonifatius im oberfränkischen Ahlstadt im Landkreis Coburg stammt in ihren ältesten Teilen aus dem 16. Jahrhundert. Sie steht am Westrand des Dorfes.

## Geschichte
Eine Kirche in Ahlstadt wurde erstmals 1528 erwähnt. Wahrscheinlich stand schon zuvor eine Kapelle in dem Dorf. Im Jahr 1591 wurde die Bonifatiuskirche mit ihrer mittelalterlichen Befestigung durch einen Brand zerstört. 1631 folgte der Wiederaufbau. Ahlstadt gehörte damals zum Kirchensprengel von Oettingshausen. 1677 wurden Umbau- und Renovierungsarbeiten an Turm und Kirche vorgenommen. 1727 wurde die Kirchengemeinde zusammen mit einer Filialkirche in Grattstadt eine eigenständige Pfarrei. 1730 baute die Kirchengemeinde den Altarraum unter dem Turm um und verlegte ihn ins Kirchenschiff. 1779 wurde der Kirchturm repariert. Von 1844 bis 1846 erfolgte ein prunkvoller Neubau des Langhauses durch die Maurermeister Andreas Wilhelm aus Ahlstadt und Steitz aus Rodach. Die Baukosten von 12.158 Gulden konnte die wohlhabende Kirchengemeinde alleine tragen. Am 8. November 1846 feierte die Gemeinde die Einweihung des Gotteshauses. 1907 wurde die Ahlstäder Pfarrei mit der von Großwalbur zusammengelegt, 1923 folgte die Auflösung und Zuordnung zum Kirchensprengel von Oettingshausen. 1978 kam die Kirchengemeinde zu Großwalbur. 1988/1990 wurde das Gemeindehaus an die Kirche angebaut. Im Jahr 2017 hatte die Kirchengemeinde 165 Mitglieder.

## Baubeschreibung

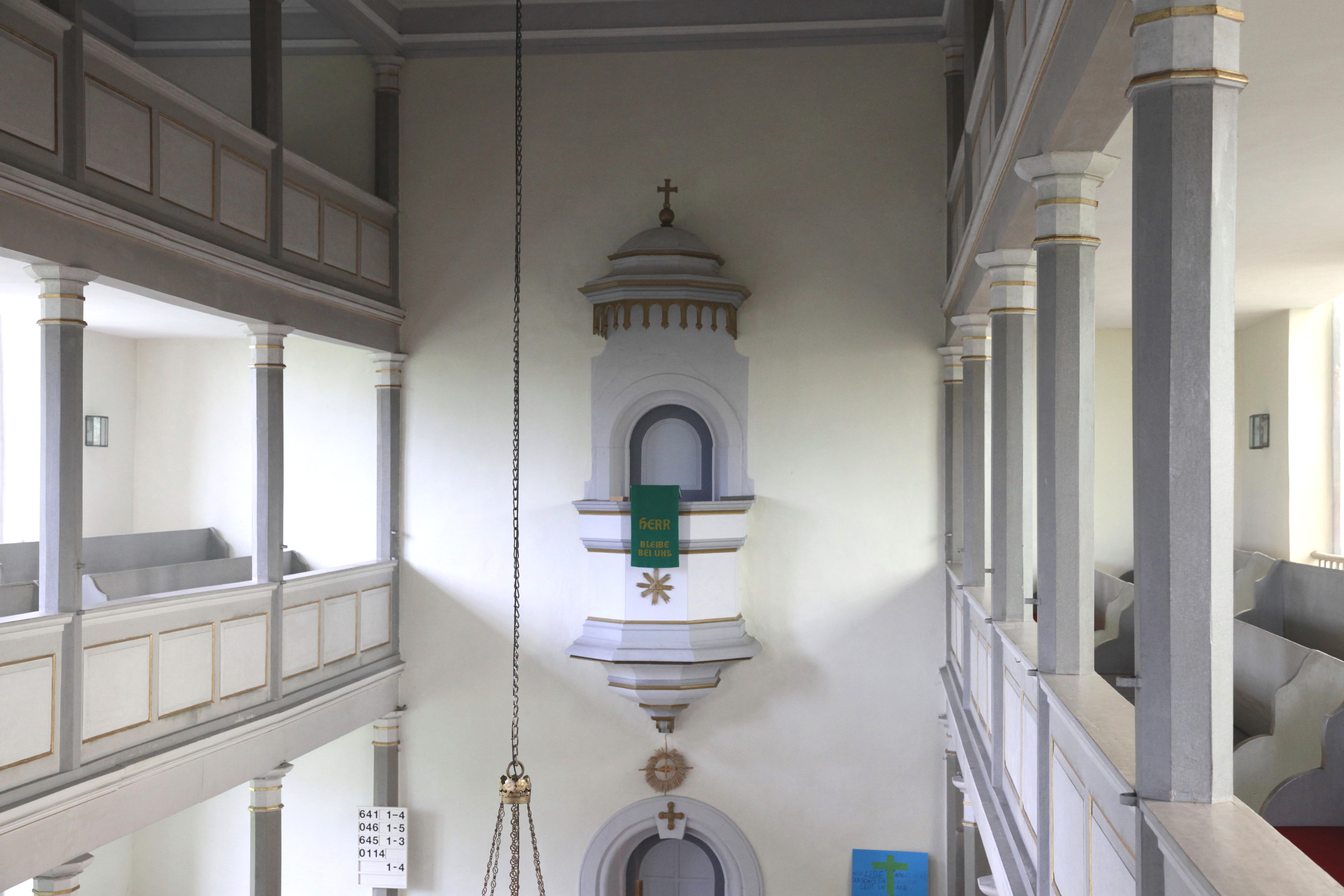
Innenraum

Der im Kern wohl aus dem 16. Jahrhundert stammende Kirchturm, als Chorturm errichtet, ist im Erdgeschoss 3,7 Meter lang und 5,9 Meter breit. Er enthielt ursprünglich den Chorraum. 1730 wurde der Triumphbogen zwischen dem Chorraum und dem Kirchenschiff zugemauert und der Altarraum zur Sakristei mit einer Flachdecke. 1979 wurde die Sakristei als Gruppenraum umgestaltet. Der Turm hat in den unteren Geschossen an der Ostseite einfache, an der Südseite profilierte Rundbogenfenster. Das oberste Geschoss ist an der Nord- und Ostseite verschiefert, den Kirchturmabschluss bildet ein schlanker Achteckhelm.
Das 17,1 Meter lange und 9,7 Meter breite Kirchenschiff hat aufwändige, im neuromanischen Stil gestaltete Fassaden. Gestaltungselemente sind Rundbögen, Säulen und Gesimse. Die Fenster sind rundbogig und mit Wulsten profiliert. Das westliche Eingangsportal mit einer Rundbogentür wird seitlich durch gedrungene eingelegte Säulen und oben von einem starken eingelegten Rundstab eingefasst. Der Rundbogen und die Säulenkapitelle sind mit eingemeißelten Blättern verziert. Die südliche Rundbogentür wird rechteckig von Pilastern mit Ornamenten umrahmt. Eine Flachdecke überspannt den Innenraum des Langhauses. An den Längsseiten stehen zweigeschossige, hölzerne Emporen, die Westseite hat eine eingeschossige Empore mit der Orgel. An der Ostseite befindet sich ein Kanzelaltar.

## Orgel

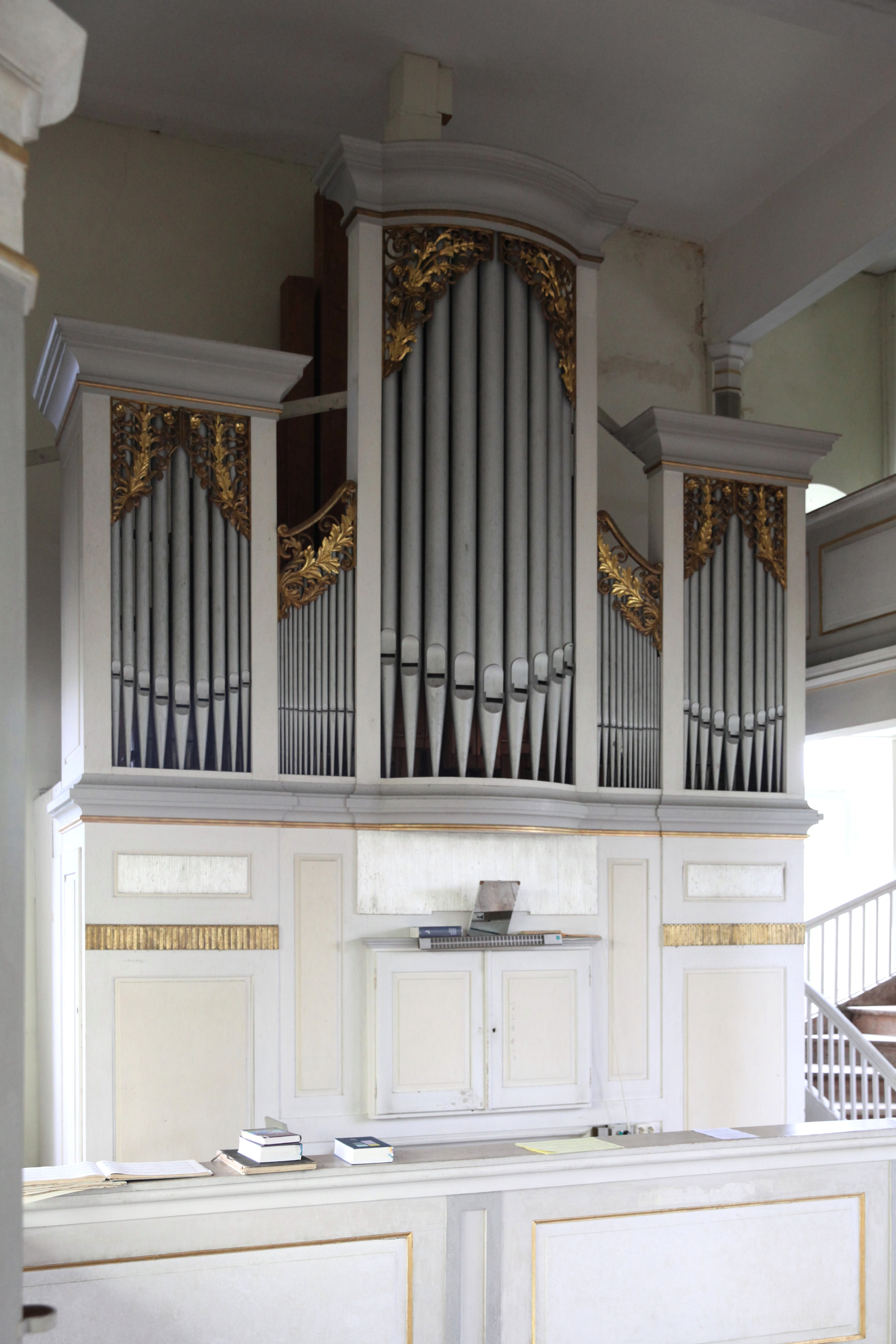
Orgel

Eine kleine Orgel mit vier Registern wurde wohl um 1680 von der Kirchengemeinde angeschafft. Orgelreparaturen erfolgten unter anderem 1733 und 1822. Nach der Kirchenerweiterung 1845/46 wurde durch den Neustadter Orgelbauer Georg Christoph Hofmann für 920 Gulden eine neue, einmanualige Orgel mit zwölf Registern auf der Westempore errichtet. Das Orgelgehäuse hat einen fünfteiligen Prospekt mit einem überhöhten Segmentturm und seitlichen Rechteckfeldern. Die Zwischenfelder sind ohne Obergesims. Schleierbretter aus geschnitztem Rankenwerk schmücken den Prospekt. Die Orgel ist nahezu original erhalten.

## Glocken
Das Geläut besteht aus zwei Glocken, gegossen von dem Erfurter Glockengießer Eckhart Kucher. Die kleine Glocke mit 74 Zentimeter Durchmesser und 500 Kilogramm Masse entstand im Jahr 1582. Sie trägt die Inschrift „Gottes Wort bleibt ewig – Eckhart Kucher goß mich MDLXXXII“ und ist mit einem Fries von Erdbeerblättern geschmückt. Die große Glocke aus dem Jahr 1597 hat einen  Durchmesser von 97 Zentimetern und 750 Kilogramm Masse. Sie ist  mit einem Fries aus umgekehrten Akanthusblättern verziert. Ihre Inschrift lautet: „Aus dem Feuer bin ich entsprossen – Eckhart Kucher hat mich gegossen“.